# Nahverkehr im Kreis Herford
Der Nahverkehr im Kreis Herford besteht aus einem gut ausgebauten Schienennetz, drei Stadtbussystemen, Regionalbuslinien, einzelnen Stadt- bzw. Ortsbuslinien und zahlreichen Buslinien für den Schülerverkehr. Der nordrhein-westfälische Kreis besteht aus dem städtischen Ballungsraum Herford – Bünde – Löhne mit insgesamt ca. 180 000 Einwohnern und einem Randbereich mit den Städten bzw. Gemeinden Rödinghausen, Vlotho und Spenge. Die größte Bevölkerungsdichte haben die Kreisstadt Herford und Hiddenhausen, die Stadt Enger bildet den südwestlichen Übergang zu ländlicher Besiedelung, Kirchlengern gehört nur mit dem südlichen Gemeindegebiet zum Ballungsraum. Es bestehen starke Bindungen zur südlich angrenzenden Großstadt Bielefeld.
Nach Angaben des Straßenverkehrsamtes waren am 1. Januar 2010 im Kreis Herford 166.154 Fahrzeuge (Pkw, Lkw, Busse, Motorräder etc.) gemeldet, davon 141.952 Pkw. Das sind 564 Pkw pro 1.000 Einwohner, was der zweithöchsten Dichte an Personenkraftwagen in Nordrhein-Westfalen entspricht. Den ersten Platz besetzt der Rheinisch-Bergische Kreis mit 572 Pkw pro 1.000 Einwohner.
Die Bahnhöfe Herford und Bünde sind an das IC-Netz angeschlossen.

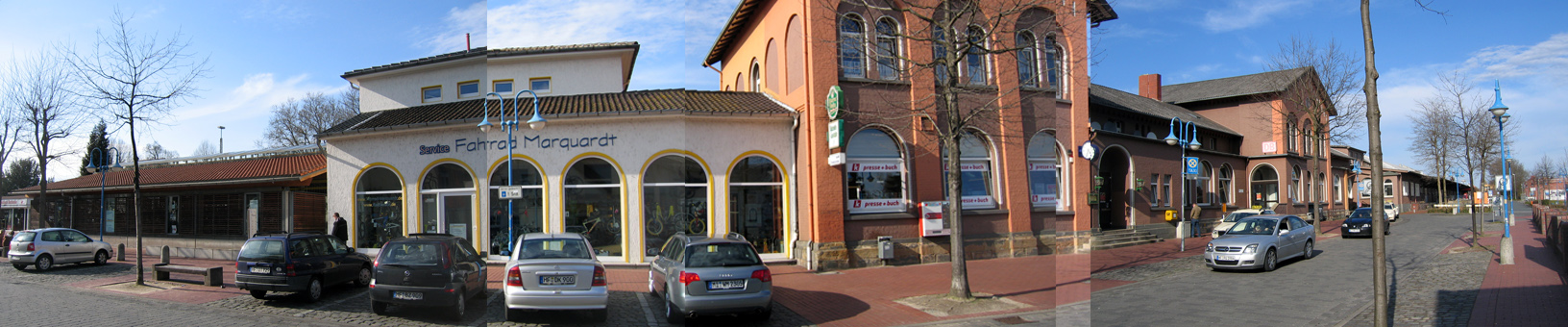
Bahnhof Bünde, links Radstation

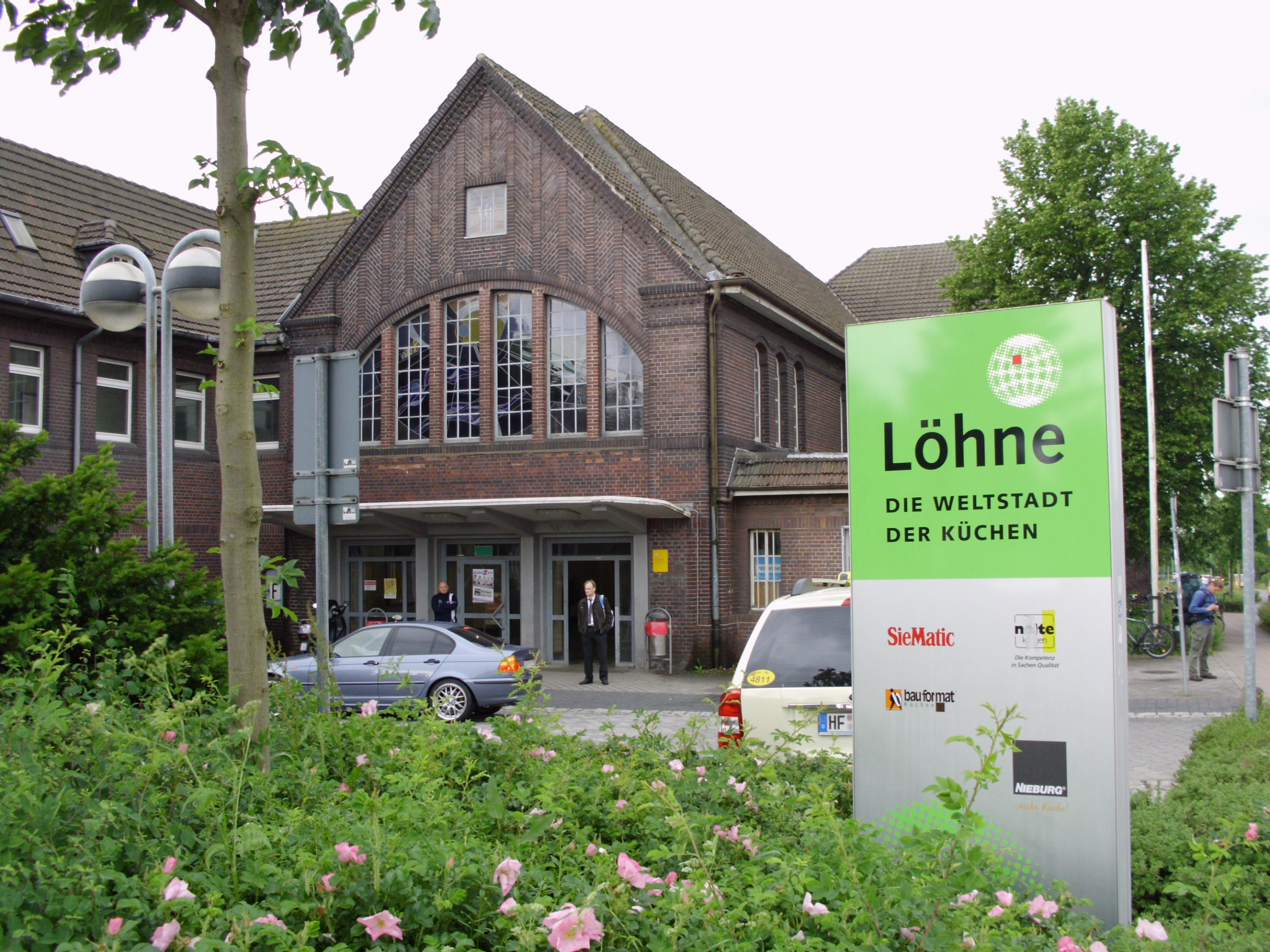
Haupteingang des Bahnhofs Löhne (Westf)

## Geschichte

### Schienenverkehr
Die Hauptstrecken des heutigen Bahnnetzes entstanden Mitte des 19. Jahrhunderts. Im Kreis Herford waren dieses die Bahnstrecke Hamm–Minden (1847) und die Strecke Löhne–Rheine (1855). Die ehemalige Hauptbahn – heute eingleisige Nebenbahn – entlang der Weser (Bahnstrecke Elze–Löhne) ging 1875 in Betrieb. Als weitere Verbindung wurde um die Jahrhundertwende die Bahnstrecke Herford–Kirchlengern gebaut. Das Schienennetz vervollständigte die ehemalige Herforder Kleinbahn (1900–1966) Spenge – Enger – Herford – Bad Salzuflen – Vlotho. In Enger war die Strecke an die Bielefelder Kreisbahnen angeschlossen. Außerdem gab es von 1897 bis 1937 eine Kleinbahn Kirchlengern – Löhne – Mennighüffen – Oberlübbe (Wallücker Willem). Der Bahnhof Löhne hatte als Umsteige- und Güterbahnhof früher eine herausragende Bedeutung, heute ist der Bahnhof Herford der wichtigste Regionalbahnhof in der Region.
Der Bedeutung des regionalen Bahnverkehrs ist ab den 1970er Jahren stark zurückgegangen. Die Ravensberger Bahn und auch die Weserstrecke waren von der Stilllegung bedroht. Wochenendverkehre wurden auf die Straße verlegt (Buslinie Herford – Bünde – Rahden). Erst der Verkehrsverbund im Zusammenhang mit einer Vertaktung und Privatisierung der Angebote änderte die Situation grundlegend (Gemeinschaftstarif ab Juni 2000).

### Verkehrsbetriebe Minden-Ravensberg

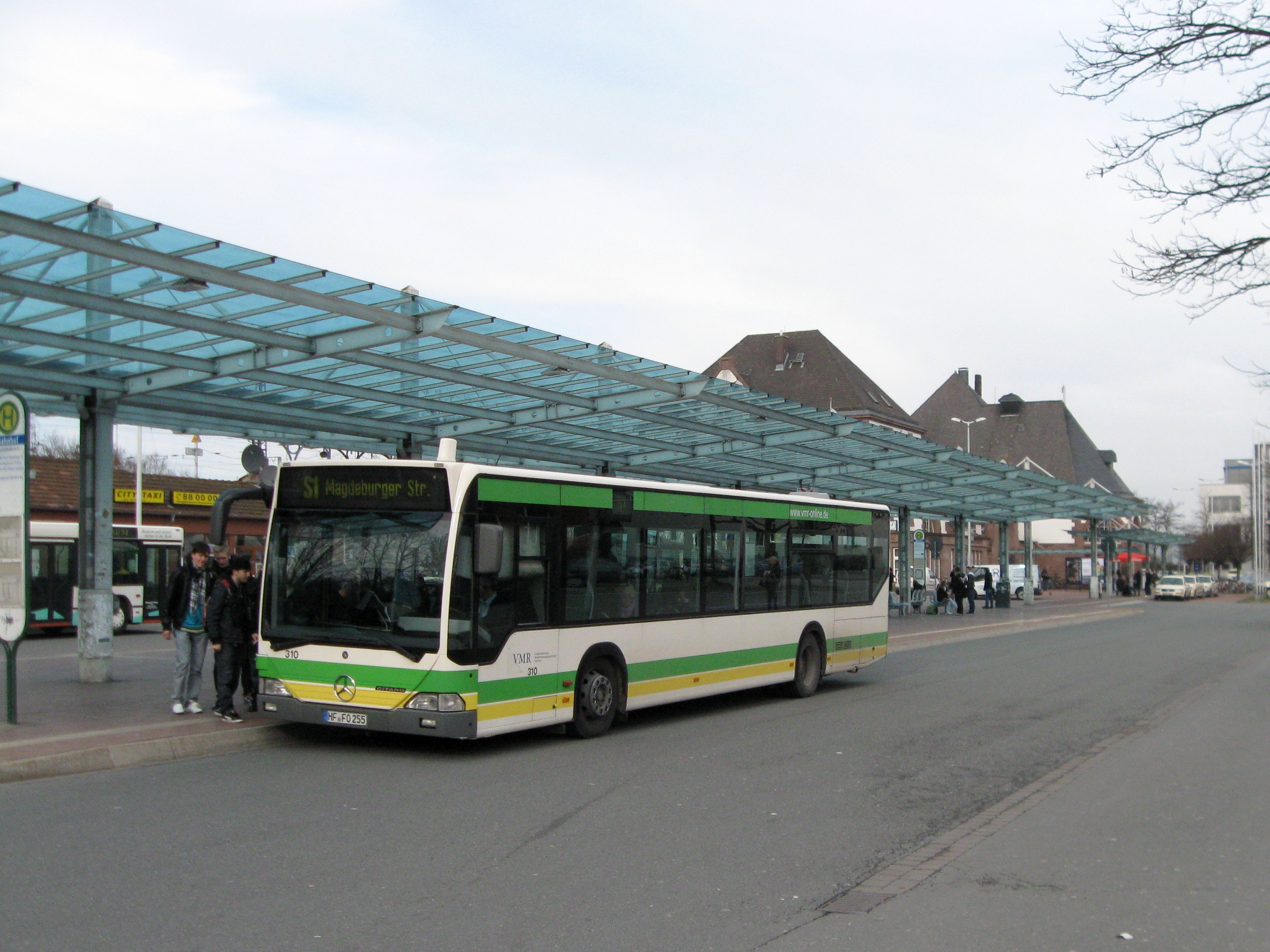
Stadtbus der ehemaligen VMR am Bahnhof Herford im Februar 2011

Zwischen 1927 und 1931 übernahm das Elektrizitätswerk Minden-Ravensberg (ab 1982 Verkehrsbetriebe Minden-Ravensberg VMR) nach und nach die Anteile an der Herforder Kleinbahn. Das Unternehmen baute ein Überlandbusnetz in den Kreisen Herford und Minden-Lübbecke auf (siehe auch Nahverkehr in Minden) und entwickelte ein Stadtbussystem in Herford. Im August 1994 starteten die VMR einen Versuch, ein neues übersichtlicheres Liniennetz einzuführen. Dieses erwies sich jedoch als kaum befahrbar und führte wegen Fehlplanungen zu starken Protesten in der Bevölkerung. Bereits nach sechs Monaten wurden die Änderungen komplett zurückgenommen. Es entstand ein erheblicher Imageverlust für das Unternehmen.
Zum Bedienungsgebiet der VMR gehörten alle Orte des Kreises außer Bünde, Rödinghausen, Kirchlengern und Teile von Hiddenhausen. Grundlegende Veränderungen in der Nutzung der Verkehrsmittel (unter anderem Bedeutungszunahme des regionalen Bahn- und Individualverkehrs und damit Fahrgastverlagerungen) verbunden mit hohen Einnahmedefiziten machten dringend Einsparungen notwendig. Wenig nachgefragte Verbindungen wurden dazu schrittweise durch Anrufbuslinien ersetzt. Nach Umstrukturierungen und durch Wettbewerbsbedingungen musste die Gesellschaft den größten Teil ihres Stadtverkehrs in Vlotho und Löhne abgeben. 2007 wurde zwischen Herford und Spenge eine Nachtbuslinie zum Sondertarif eingerichtet. 2009 erfolgte versuchsweise die Einführung weiterer Nacht- und „DiscoBusse“ – ebenfalls zu Sondertarifen. Die Fahrten im Stadtgebiet von Herford wurden wegen geringer Nachfrage bereits Ende Mai 2010 wieder eingestellt. Mitte 2010 gab das Unternehmen seine Auflösung zu Ende Juni 2011 bekannt, am 19. Januar 2011 mussten die VMR Insolvenz beantragen. Da sich keine Betreibergesellschaft für den eigenwirtschaftlichen Betrieb des Busverkehrs auf dem VMR-Netz finden wollte, hat in der Folge hat der Aufgabenträger Kreis Herford über seine Aufgabenträgergesellschaft mhv eine europaweite Ausschreibung platziert. Das wirtschaftlich beste Angebot hat in der Folge den Zuschlag erhalten und so hat am 12. Juni 2011 auf dem VMR-Netz der DB Bahn Ostwestfalen-Lippe-Bus (Busverkehr Ostwestfalen GmbH BVO) den Fahrbetrieb im Auftrag des Kreises Herford übernommen.

### Herford

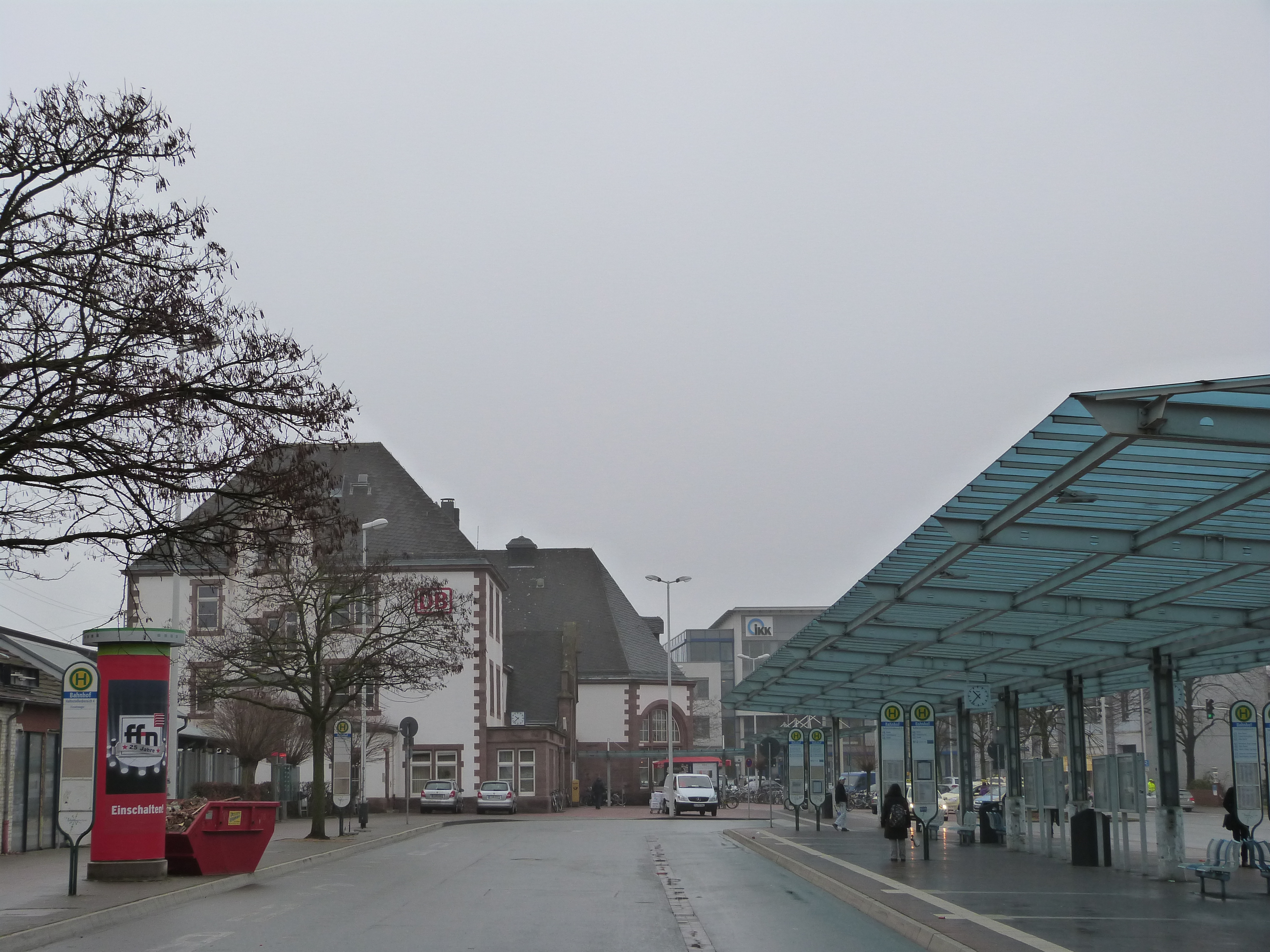
Der großzügige ZOB am Bahnhof Herford

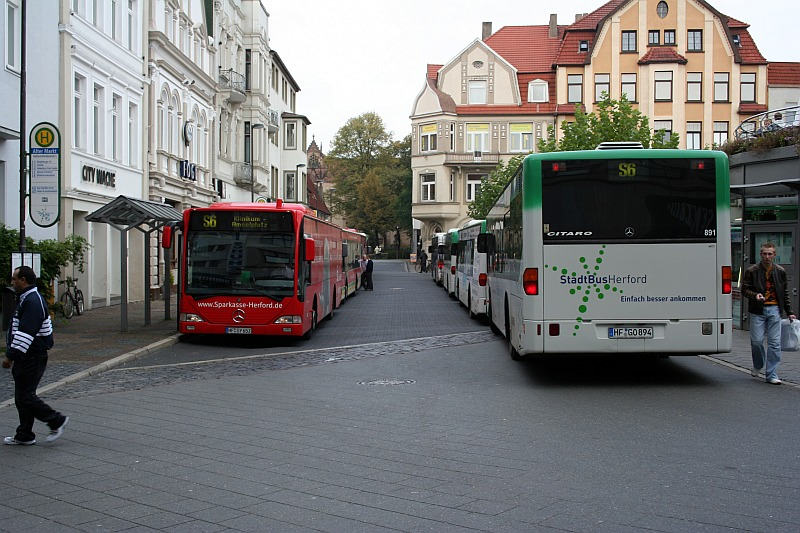
Rendezvous am Alten Markt Herford

Ende der 1990er Jahre wurde am damals von Bussen stark frequentierten Bahnhof Herford ein moderner Busbahnhof mit überdachtem Zugang gebaut. Es gab ein sehr gut ausgebautes Stadtnetz mit zwei zentralen Punkten am Alten Markt und Bahnhof:
- 401: Oetinghausen / Eickum – Dickenbrock – Engerstraße – Bahnhof – Alter Markt – Ortsieker Weg – Magdeburger Straße
- 402 / 412: Falkendiek – Eimterstraße (412) – Werrestraße – Lübbertor – Alter Markt – Ahmser Straße – Schobeke (412) – Ahmsen
- 403: (Bahnhof –) Alter Markt – Maiwiese – Erika-Friedhof
- 404: Kiebitzstraße – Bahnhof – Alter Markt – Stiftbergstraße – Stadtholzstraße – Tierpark
- 407: Osterfeuer – Alter Markt – Bergertor – Kastanienallee – Hamscheberg
- 413: Bahnhof – Alter Markt – Elverdisser Straße – Elverdissen, Nasse Welle
- 426: Dieselstraße – Bahnhof – Alter Markt – Mindener Straße – Ortsieker Weg – Klinikum  – Amselplatz
- 436: Otterheiderweg – Bielefelder Straße – Bahnhof – Alter Markt – Ortsieker Weg – Klinikum – Amselplatz
- 439: Tierpark – Stiftbergstraße – Alter Markt – Sachsenstraße – Salzufler Straße – Friedenstal, Ellersieker Bach (– Tierpark)

Im November 2003 erfolgte in Zusammenarbeit mit der Stadt eine Optimierung und Straffung des bestehenden Stadtbusnetzes. Das neue „innovative“ Stadtbussystem besteht aus nur noch sechs Linien (S1 bis S6). Neu war ein Rendezvous-Konzept mit Treffpunkt am Alten Markt, verbunden mit Anschluss-Wartezeiten (die Busse fahren nicht mehr sofort weiter). Vom Bahnhof wurden Linien zurückgezogen und das Angebot stark ausgedünnt. Bisher fuhren im Abstand von abwechselnd 10 und 20 Minuten Busse über Alter Markt bis Ortsieker Weg (8 Haltestellen); systembedingt ergab sich nun ein 30-Minuten-Takt, wobei alle Busse gleichzeitig hintereinander herfahren. Durch die Wartezeit am Alten Markt ergaben sind erhebliche Fahrzeitverluste für Fahrgäste vom/zum Bahnhof, die Bahnhofsanbindung wurde unattraktiv. Gegen die neu eingeführten Anrufbusse zum Hamscheberg gab es Proteste, sie wurden daher bald wieder durch Stadtbusse ersetzt.

### Bünde
In Bünde und den angrenzenden Bereichen ist traditionell eine Busbedienung durch Privatunternehmen verankert. Am Bahnhof Bünde wurde ein moderner Busbahnhof gebaut. Bünde führte 1998 zwei Stadtbuslinien ein. In mehreren Stufen (Dezember 2001 bis 2004) entstand daraus ein Stadtbussystem mit heute vier Linien. Als innovatives Konzept wurden Regionallinien im Umlandbereich und gebrochene Linienführungen integriert. Als zentraler Treffpunkt ist ein überdachter Bussteig im Stadtzentrum für direkte Übergänge ohne Zeitverluste entstanden. Zum Einsatz kamen zunächst Midibusse.

### Löhne
In Löhne wurde die Einführung eines Stadtbussystems diskutiert, ein Beschluss dazu wurde wegen hoher zu erwartender Kosten im Stadtrat jedoch nicht gefasst. Im April 2003 erfolgte dann eine Angebotsumstellung. Das neue als „WerreBus“ eingeführte Netz ersetzte zahlreiche bisherige Buslinien durch Kleinbusse im Anrufbetrieb. Das Angebot wurde entsprechend der Nachfrage in mehreren Schritten auf „Taxibusse“ umgestellt. Zunächst gab es eine reguläre Busbedienung im Stundentakt Bischofshagen, Heimatmuseum – E-M-R-Platz – Ostscheid (Linie 431).
Es kam besonders in Bad Oeynhausen zu zahlreichen Protesten der Fahrgäste wegen der notwendigen Anrufe. Das innerstädtische Angebot in Bad Oeynhausen wurde nach nahezu vollständiger Umstellung auf Anrufbetrieb zu Beginn des „WerreBus“ großenteils wieder auf eine reguläre Bedienung umgestellt.

### Vlotho
Das Stadtgebiet wurde jahrzehntelang nur von Überland- bzw. Regionalbussen bedient. Es verkehrten im Stundentakt die VMR-Linien
- 408: Minden – Hausberge – Holzhausen – Uffeln – Kirchplatz – Bahnhof  – Bad Seebruch – Bad Senkelteich (ab Bahnhof bis Bad Senkelteich alle zwei Stunden)
- 433: Herford Bahnhof – Alter Markt – Wiesestraße – Friedenstal – Bad Salzuflen – Exter – Kirchplatz – Bahnhof – Winterberg, Schöne Aussicht
- 457: Lohe (Bad Oeynhausen) – Südstadt – ZOB Bahnhof Bad Oeynhausen – Rehme – Babbenhausen – Bahnhof – Kirchplatz – Bonneberg

Ab September 2001 bauten die Stadtwerke Vlotho GmbH ein modernes Stadtbussystem auf der Basis von Kleinbussen und Anruflinien auf. Ziel war unter anderem, alle Stadtteile mit Taktangeboten zu versorgen. Die bestehenden Regionallinien wurden in mehreren Schritten gebrochen.
Im Dezember 2010 übernahm die VlothoBus GmbH, eine Tochter der Stadtwerke Vlotho, den städtischen Busverkehr. Die Anrufbusse wurden wieder durch eine feste Bedienung im Stundentakt, jedoch weiterhin mit Kleinbussen, ersetzt. Auf drei Ringlinien besteht nunmehr ein Fahrtangebot in beiden Richtungen, um damit im 2-Stunden-Takt Fahrzeiten zu verkürzen. Heute wird in Richtung Minden (ehemals durchgehend Linie 408) nur noch ein Schülerverkehr bis Hausberge angeboten. Die bei der Umstellung im Jahr 2011 zwischenzeitlich nur noch von Exter über Schwarzenmoor nach Herford verkehrende Linie 434 wurde von der BVO nach kurzer Unterbrechung wieder durchgängig vom Bahnhof Vlotho bis Herford und zurück bedient. Zuvor war der Abschnitt Exter bis Bahnhof Vlotho als „S1“ im Vlothoer Stadtbus-System in das neue System integriert. Im Regionalbusverkehr hatte zuvor ein Betreiberwechsel zur BVO stattgefunden.

## Aktuelles Angebot

### Schienenverkehr
Der Kreis ist durch neun Bahnhöfe bzw. Haltepunkte im Schienenpersonenverkehr gut versorgt: Bieren-Rödinghausen, Bruchmühlen (auf niedersächsischem Gebiet unmittelbar an der Kreisgrenze, Melle-Bruchmühlen), Bünde, Herford, Hiddenhausen-Schweicheln, Kirchlengern, Löhne, Neue Mühle (Bedarfshalt direkt an der nördlichen Kreisgrenze) und Vlotho.
| Linie | Name                | Linienverlauf | Takt    | Betreiber                          |
| ----- | ------------------- | --- | ------- | ---------------------------------- |
| RE 6  | Rhein-Weser-Express | Minden – Löhne – Herford – Bielefeld – Düsseldorf – Köln                                                          | 60 Min  | National Express                   |
| RE 60 | Ems-Leine-Express   | Braunschweig – Hannover – Löhne – Kirchlengern – Bünde – Rheine                                                   | 120 Min | Westfalenbahn                      |
| RB 61 | Wiehengebirgs-Bahn  | Bad Bentheim – Bruchmühlen – Bünde – Kirchlengern – Hiddenhausen-Schweicheln – Herford – Bielefeld                | 60 Min  | Eurobahn                           |
| RE 62 | Ems-Werre-Express   | Löhne – Kirchlengern – Bünde – Rheine                                                                             | 120 Min | DB Regio                           |
| RE 70 | Weser-Leine-Express | Braunschweig – Hannover – Löhne – Herford – Bielefeld                                                             | 120 Min | Westfalenbahn                      |
| RB 71 | Ravensberger Bahn   | Rahden – Neue Mühle – Bieren-Rödinghausen – Bünde – Kirchlengern – Hiddenhausen-Schweicheln – Herford – Bielefeld | 60 Min  | Eurobahn                           |
| RB 72 | Ostwestfalen-Bahn   | Herford – Detmold – Altenbeken – Paderborn                                                                        | 60 Min  | Eurobahn                           |
| RB 77 | Weser-Bahn          | Hildesheim – Vlotho – Bad Oeynhausen Süd – Löhne – Herford                                                        | 60 Min  | Regionalverkehre Start Deutschland |
| RE 78 | Porta-Express       | Nienburg/Weser – Minden – Löhne – Herford – Bielefeld                                                             | 120 Min | Eurobahn                           |

### Regionaler Busverkehr
Der Nahverkehrsplan für den Kreis Herford von 2003 enthält für das Busangebot eine Differenzierung nach Funktionstypen: Schienenergänzung (Schnellbus mit hohem Qualitätsstandard und Nachtbus), Verbindung von Kommunen (Regionalbus) und Erschließung (von Kommunen und deren Umland).
Damit haben Busse gegenüber dem Schienenverkehr eine sekundäre Rolle erhalten, bei der die Zubringer- und Erschließungsfunktion im Vordergrund steht und diese überregional nahezu keine Bedeutung mehr haben. Busverbindungen über mehrere Kommunen wurden in allen Fällen, wo auch nur annähernd eine Parallelbedienung gegeben ist, abgebaut bzw. gebrochen (Beispiel: Bus Bünde–Enger–Bielefeld / Bahn Bünde–Herford–Bielefeld). Wegen des hervorragend ausgebauten Schienennetzes wurde im Kreisgebiet bisher nur eine Schnellbuslinie eingerichtet (465). Schnellbusse wären fast überall ein Parallelverkehr, für Angebote über die Kreisgrenze hinaus ergeben sich allerdings einige Möglichkeiten damit Anbindungen zu verbessern.
| Linienverlauf | Linie   | Wochenendbetrieb | Anruflinie    | Betreiber          |
| --- | ------- | ---------------- | ------------- | ------------------ |
| Bünde Bf/ZOB – Hiddenhausen – Lippinghausen – Herford Bf                                                         | 646     | ja               | nein          | BVO                |
| Bünde Bf/ZOB – Besenkamp – Enger (Anschluss nach Bielefeld-Babenhausen, Stadtbahn)                               | 654     | ja               | nein          | BVO                |
| Herford, Alter Markt – Bad Salzuflen                                                                             | 433     | ja               | nein          | BVO                |
| Herford, Bahnhof – Schwarzenmoor – Exter – Vlotho                                                                | 434/VB1 | ja               | nein          | BVO                |
| Herford, Alter Markt – Löhne-Wittel – Exter                                                                      | 435     | nein             | ALF           | BVO                |
| Kirchlengern Bf – Hiddenhausen-Eilshausen – Lippinghausen – Herford Bf                                           | 648     | nein             | nein          | BVO                |
| Kirchlengern- Klosterbauerschaft – Stift Quernheim – Bünde-Spradow (von Lübbecke – Hüllhorst)                    | 542/544 | nein             | teilweise ALF | OVG Bollmeyer GmbH |
| Kirchlengern – Südlengern – Bünde Bf/ZOB                                                                         | 558/559 | nein             | teilweise ALF | Stoffregen GmbH    |
| Kirchlengern, Mindener Straße – Löhne-Obernbeck – Löhne E-M-R-Platz/Bf                                           | 462     | nein             | teilweise ALF | Stoffregen GmbH    |
| Löhne E-M-R-Platz/Bf – Hiddenhausen-Schweicheln – Herford Bf – Herford, Alter Markt                              | 425     | ja               | teilweise ALF | BVO                |
| Rödinghausen – Schwenningdorf – Bünde-Dünne Rödinghausen – Bieren – Bünde-Ennigloh                               | 542/543 | nein             | teilweise ALF | OVG Bollmeyer GmbH |
| Rödinghausen – Bruchmühlen – Ostkilver – Ahle – Bünde Bf/ZOB                                                     | 571     | nein             | teilweise ALF | Bünder Express     |
| Spenge – Hücker-Aschen – Ahle – Bünde Bf/ZOB                                                                     | 572     | nein             | ALF           | Bünder Express     |
| Spenge – Hücker-Aschen – Westerenger – Enger                                                                     | 464     | nein             | teilweise ALF | BVO                |
| Spenge – Westerenger – Enger – Hiddenhausen-Oetinghausen/Enger-Herringhausen – Herford Bf – Herford, Alter Markt | 465/466 | ja               | nein          | BVO                |

Stand: Juni 2013 
Außerdem gibt es zahlreiche Linien im Schülerverkehr. Zum Wochenendbetrieb gehören die Angebote am Sonnabendnachmittag sowie an Sonn- und Feiertagen.
Die ALF-Angebote („Anruf-Linien-Fahrt“, im Kreis Herford meistens als „TaxiBus“ bezeichnet, Einsatz besonders sonnabends) fahren zum Normaltarif. Die Anmeldung ist über eine 0180er Sondernummer mindestens 30 Minuten vorher erforderlich (besondere Tarife für Anrufe per Handy).

### Stadtverkehre

#### Stadtbus Herford
Das Stadtbussystem Herford beruht auf einem Rendezvous-System mit zentralem Treffpunkt am Alten Markt. Die Stadtlinien verkehren größtenteils im 30-Minuten-Takt. In das System integriert sind Regionallinien nach Bad Salzuflen (S3/433), Vlotho (S4/434) und Bielefeld-Milse (S2/352). Der Bahnhof wird von zwei Linien bedient, die systembedingt bis Ortsieker Weg gleichzeitig hintereinander her fahren. Die Taktdichte ist gegenüber dem großen Zugangebot daher niedrig. Anschlusszeiten vom Zug zum Bus sind teilweise sehr kurz und daher nicht garantiert; zu einigen Zügen bestehen keine Anschlüsse.
- Herford S1: Eickum – Herringhausen – Alter Markt – Klinikum
- Herford S2: Alter Markt – Osterfeuer – Elverdissen
- Herford S3: Friedenstal, Glumke – Freizeitbad H2O – Alter Markt – Falkendiek
- Herford S4: Ringlinie Alter Markt – Hamscheberg – Erika-Friedhof – Stiftberg Kirche – Alter Markt
- Herford S5: Ahmsen (Bad Salzuflen) – Schobeke – Alter Markt – Kastanienallee – Tierpark
- Herford S6: Dieselstraße – Otterheider Weg – Alter Markt – Magdeburger Straße
- Herford S11: Schnellbus Alter Markt – Bahnhof – Klinikum

#### Stadtbus Bünde

Logo Stadtbus Bünde

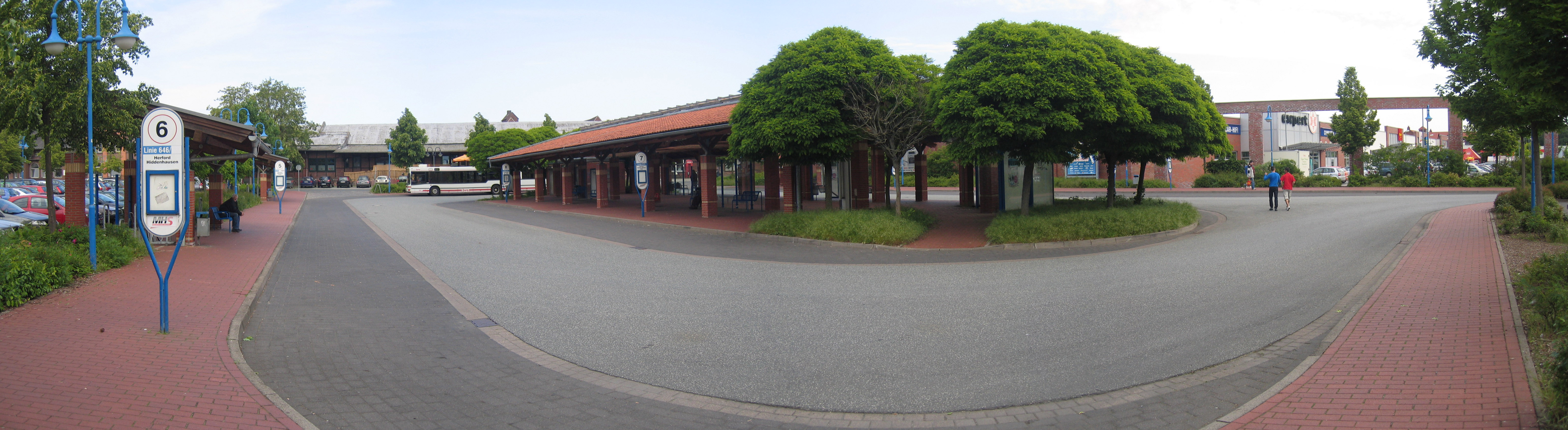
ZOB am Bahnhof Bünde

Das Stadtbussystem Bünde integriert Regionallinien nach Rödinghausen und Kirchlengern durch Umsteigeverbindungen in Kleinbusse. Als zentraler Bustreffpunkt dient der Museumsplatz in unmittelbarer Nähe zur Fußgängerzone. Dort gibt es auch ein Info-Büro der Stadtverkehrsgesellschaft Bünde mbH. Am überdachten Bussteig treffen alle Fahrzeuge gleichzeitig ein und ermöglichen so ein direktes Umsteigen. Betreiber der Stadtbuslinien ist die Busverkehr Ostwestfalen GmbH. Die Stadtteile Ahle und Holsen sind nicht an das Stadtbusnetz angeschlossen.
- 1 (546): Ennigloh-Nord – Museumsplatz – Bustedt (30-Minuten-Takt)
- 2 (547): Ennigloh-Süd – Bahnhof – Museumsplatz – Marktplatz – Krankenhaus – Südlengern (30-Minuten-Takt)
- 3 (548): Spradow – Marktplatz – Museumsplatz – Hunnebrock (Stundentakt)
- 4 (549): Dünne – Spradow – Museumsplatz – Marktplatz – Spradow (Stundentakt)

Der Betrieb endet gegen 19:00 (sonnabends um ca. 14:00 Uhr). Sonntags fahren die Stadtbusse nicht.
Direkt neben dem Bahnhof Bünde besteht ein zentraler Busbahnhof (ZOB). Dieser ist Endpunkt des verbliebenen Regionalnetzes und wird von einer Stadtbuslinie bedient.

#### Stadtverkehr in Löhne
Der Stadtverkehr in Löhne wird unter dem Markennamen „Werre-Bus“ in Kooperation mit der direkt angrenzenden Stadt Bad Oeynhausen vermarktet. Die Linien verkehren zum überwiegenden Teil im Anrufbetrieb. Als reguläre Busse fahren die Regionallinien 425, 430 und 615.
- 425: Erich-Maria-Remarque-Platz/Bahnhof – Löhne-Ort – Herford (Stundentakt)
- 430: Erich-Maria-Remarque-Platz/Bahnhof – Gohfeld – Bad Oeynhausen (30-Minuten-Takt)
- 431: Taxibus Bischofshagen – E-M-R-Platz/Bahnhof – Ostscheid
- 432: Taxibus E-M-R-Platz/Bahnhof  – Löhne-Ort – Falscheide
- 437: Taxibus E-M-R-Platz/Bahnhof  – Ostscheid – Halstern – Mennighüffen
- 438: Taxibus E-M-R-Platz/Bahnhof  – Bischofshagen – Gohfeld – Bad Oeynhausen (teilweise ohne Anmeldung zwischen E-M-R-Platz und Bischofshagen)
- 462: Taxibus E-M-R-Platz/Bahnhof  – Obernbeck (− Kirchlengern)
- 615:  E-M-R-Platz/Bahnhof – Westscheid – Hüllhorst – Schnathorst (Stundentakt)

#### Stadtbus Vlotho
Das Stadtbussystem der VlothoBusGmbH (eine Tochter der Stadtwerke Vlotho GmbH) besteht aktuell aus vier Linien. Die Linie 434/VB1 wird von DB Bahn Ostwestfalen-Lippe-Bus betrieben und verkehrt von Montag bis Freitag stündlich, samstags und sonntags zweistündig. Die Linien S2, S3 und S4 werden von VlothoBus selbst mit Kleinbussen betrieben und verkehren auf Ringlinien, die alle zwei Stunden je Richtung bedient werden. Diese fahren die Haltestellen Bahnhof Vlotho, Rathaus, In der Grund und Kirchplatz bei jeder Fahrt an, also stündlich unabhängig von der Richtung.
- 434/VB1: Bahnhof Herford – Schwarzenmoor – Exter – Bahnhof Vlotho
- S2: Bahnhof – Kirchplatz – Rintelner Straße – Kurze Straße – Heide – Kirchplatz – Bahnhof
- S3: Bahnhof – Kirchplatz – Haustraße – Oberbecksener Straße – Kirchplatz – Bahnhof
- S4: Bahnhof – Kirchplatz – Südstraße – Am Wasserwerk – Bad Senkelteich – Linnenbeeke – Bad Seebruch – Waldfreibad – Weizenkamp – Kirchplatz – Bahnhof

Bürgerbus Enger
In Enger besteht seit November 2024 ein Bürgerbusbetrieb, dieser wird von einem Verein in Kooperation mit der DB Bahn Busverkehr Ostwestfalen GmbH, mit einem Kleinbus ( 8 Sitzer) betrieben und verkehrt auf einer Ringlinie. Die Linien laufen unter der Bezeichnung 653. 
Es werden die Ortsteile Dreyen, Siele,Westerenger und Oldinghausen angefahren. Alle Linien beginnen und Enden am Kleinbahnhof, dort besteht Umstiegstieg in die anderen Regionalen Buslinien.
Folgende 3 Touren werden montags, dienstag, donnerstag und freitags vor- und nachmittags sowie mittwochs und samstags vormittags bedient.
Linie 653 Bürgerbus Enger
- Kleinbahnhof - Dreyen - Westerenger - Werther Straße - Kleinbahnhof
- Kleinbahnhof - Oldinghausen - Kleinbahnhof
- Kleinbahnhof - Siele - Dreyen - Westerenger - Kleinbahnhof

Es gilt der Westfalentarif im Netz TeutoOWL.

### Nachtverkehr
An Wochenendnächten verkehrt gegen 1:30 Uhr ein Regional-Express auf der Strecke Minden–Löhne–Herford–Bielefeld. Eine Nachtbuslinie verbindet Herford mit Enger und Spenge. 2009 wurden versuchsweise weitere Nacht- und Discolinien zu Sondertarifen zwischen den wichtigsten Städten des Kreises eingerichtet. Seit Oktober 2010 verkehrt die Linie N12 Ennigloh–Bünde–Hiddenhausen–Herford–Bielefeld.

## Nahverkehrstarife
Der Kreis gehört zum Tarifverbund TeutoOWL im Westfalentarif. Verbundtickets gelten auf allen Tageslinien des Regional- und Stadtverkehrs, für Nacht- bzw. „DiscoBusse“ gibt es spezielle Sondertarife (Westfalentarif und der NRW-Tarif werden nicht anerkannt). Auf der Linie N12 gilt der Bielefelder Nachttarif mit Umsteigeberechtigung zu anderen Nachtbussen in Bielefeld.
Wegen seiner Lage in Niedersachsen ist der Haltepunkt Bruchmühlen nicht in den Tarifverbund einbezogen.